# Tieleman (voornaam)
Tieleman, ook geschreven als Tielman en Tilman, is een Friese voornaam voor jongens, die buiten Friesland voornamelijk in Zuid-Holland en delen van Duitsland voorkomt. Als tweede naam dragen ook meisjes de naam Tieleman. De stam is afgeleid van het Germaanse diet-, "volk", of het Oudfries til, "goed, behoorlijk, deugdelijk". Vooral in Zuid-Holland werd het suffix -man in de Middeleeuwen gebruikt als vleivorm, die achter alle namen gevoegd kon worden. Het kan zo ook een afgeleide van de naam Diederik of Theodorik zijn. Afgeleide achternamen zijn Tielemans en het homoniem Tieleman.
Bekende dragers van de naam Tielman zijn:
- Tielman van Gameren
- Tielman Susato